# Роберт Пісторіус
Роберт Пісторіус (нім. Robert Pistorius; 23 травня 1896, Берлін — 27 червня 1944, Вітебськ) — німецький воєначальник, генерал-лейтенант люфтваффе. Кавалер Німецького хреста в золоті.

## Біографія
Син начальника пожежної охорони Роберта Пісторіуса і його дружини Ліни, уродженої Манцель. 14 березня 1914 року вступив в 2-й саперний батальйон. Учасник Першої світової війни, пройшов підготовку льотчика-спостерігача. В 1918 році взятий в полон. У вересні 1920 року повернувся на батьківщину і був зарахований в рейхсвер. З 1 жовтня 1928 року — командир взводу 8-го піхотного полку, з 1 жовтня 1929 року — роти 2-го саперного батальйону. 1 жовтня 1933 року переведений в штаб 2-ї дивізії,  1 жовтня 1934 року — в люфтваффе і призначений радником Імперського міністерства авіації. З 1 квітня 1938 року — командир 52-ї, з 1 квітня 1939 року — 14-ї розвідувальної групи та комендант авіабази в Роттінгбрюнні. Під час Польської кампанії з 1 вересня по 24 жовтня 1939 року — командувач авіацією 14-ї армії. З 5 серпня 1940 року — командир 11-го навчального авіаполку і комендант авіабази в Шенвальді. З 26 вересня 1942 року — командир 3-ї авіапольової дивізії. Учасник Німецько-радянської війни, в основному бився в районі Невеля. 1 листопада 1943 року дивізія була передана сухопутним військам і перейменована на 3-ю польову дивізію. З 25 січня 1944 року — командир 4-ї авіапольової дивізії. Загинув у бою.

## Сім'я
22 вересня 1925 року одружився з Гердою Шталь. В 1936 році вони вдочерили дівчинку.

## Звання
- Лейтенант без патенту (4 січня 1915) — 18 червня 1915 року отримав патент.
- Оберлейтенант (1 листопада 1924)
- Гауптман (1 жовтня 1929)
- Ротмістр (1 квітня 1933)
- Гауптман (1 травня 1933)
- Майор (1 жовтня 1934)
- Оберстлейтенант (1 жовтня 1936)
- Оберст (1 січня 1939)
- Генерал-майор (1 грудня 1941)
- Генерал-лейтенант (1 липня 1943)

## Нагороди
- Залізний хрест
  - 2-го класу (9 жовтня 1914)
  - 1-го класу (20 жовтня 1916)
- Нагрудний знак пілота-спостерігача (Пруссія)
- Нагрудний знак «За поранення» в чорному (6 серпня 1920)
- Почесний хрест ветерана війни з мечами (15 травня 1935)
- Медаль «За вислугу років у Вермахті» 4-го, 3-го, 2-го і 1-го класу (25 років; 2 жовтня 1936) — отримав 4 медалі одночасно.
- Медаль «У пам'ять 13 березня 1938 року»
- Медаль «У пам'ять 1 жовтня 1938»
- Застібка до Залізного хреста 2-го і 1-го класу
- Німецький хрест в золоті (2 травня 1944)